# Maiano (San Marino)
Maiano è una zona naturalistica e archeologica di San Giovanni sotto le Penne, noto anche come San Gianni, curazia della Repubblica di San Marino appartenente al castello di Borgo Maggiore e limite meridionale dell'area di protezione (buffer zone) sotto l'egida UNESCO tra i patrimoni dell'umanità.

## Sito archeologico

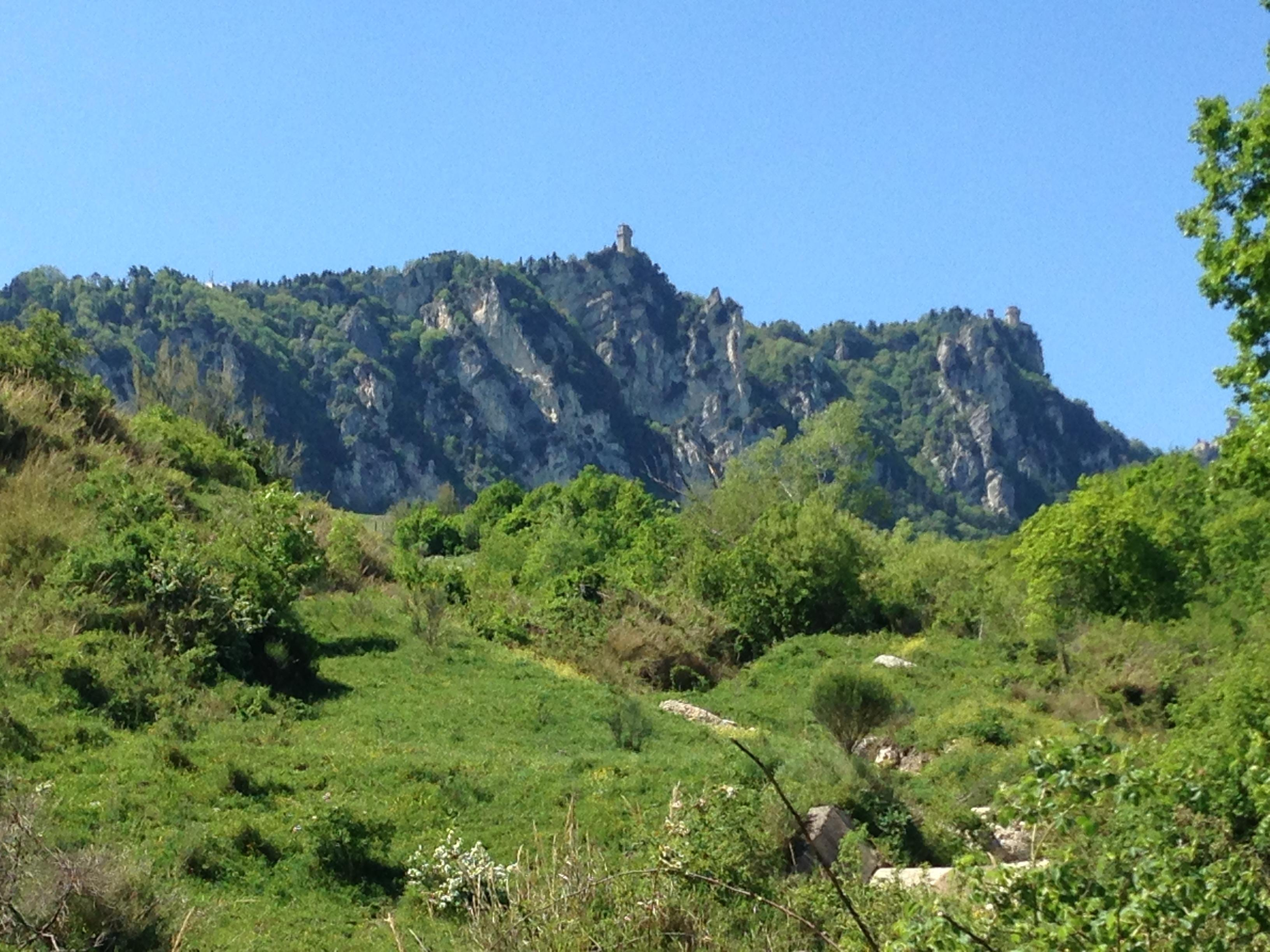
Veduta del Monte Titano da Maiano

Maiano fu abitata fin dall'epoca romana. Nel 1998 è stato condotto a Maiano uno scavo di emergenza. Nell'agosto 2012 i Musei di Stato della Repubblica di San Marino hanno realizzato uno scavo archeologico che ha messo in luce strutture e scarichi di un impianto produttivo (fornaci) di età romana, la più interessante finora nota nel territorio della Repubblica. Nell'area, di un'estensione controllata di oltre 8.000 m², venivano prodotti laterizi (mattoni, tegole, coppi, mattonelle pavimentali) e ceramica (anfore, brocche, coppette e bicchieri) databili alla prima e media età imperiale (I-III secolo d.C.). Maiano in età romana risultava quindi particolarmente adatta a queste produzioni, in quanto ricca di argilla, acqua e legname utilizzato come combustibile. Talvolta alcuni esemplari di laterizi romani recavano un "marchio" e la distribuzione nel territorio di tali marchi consente oggi agli studiosi di ricostruire le aree di produzione e commercializzazione di tali prodotti. 

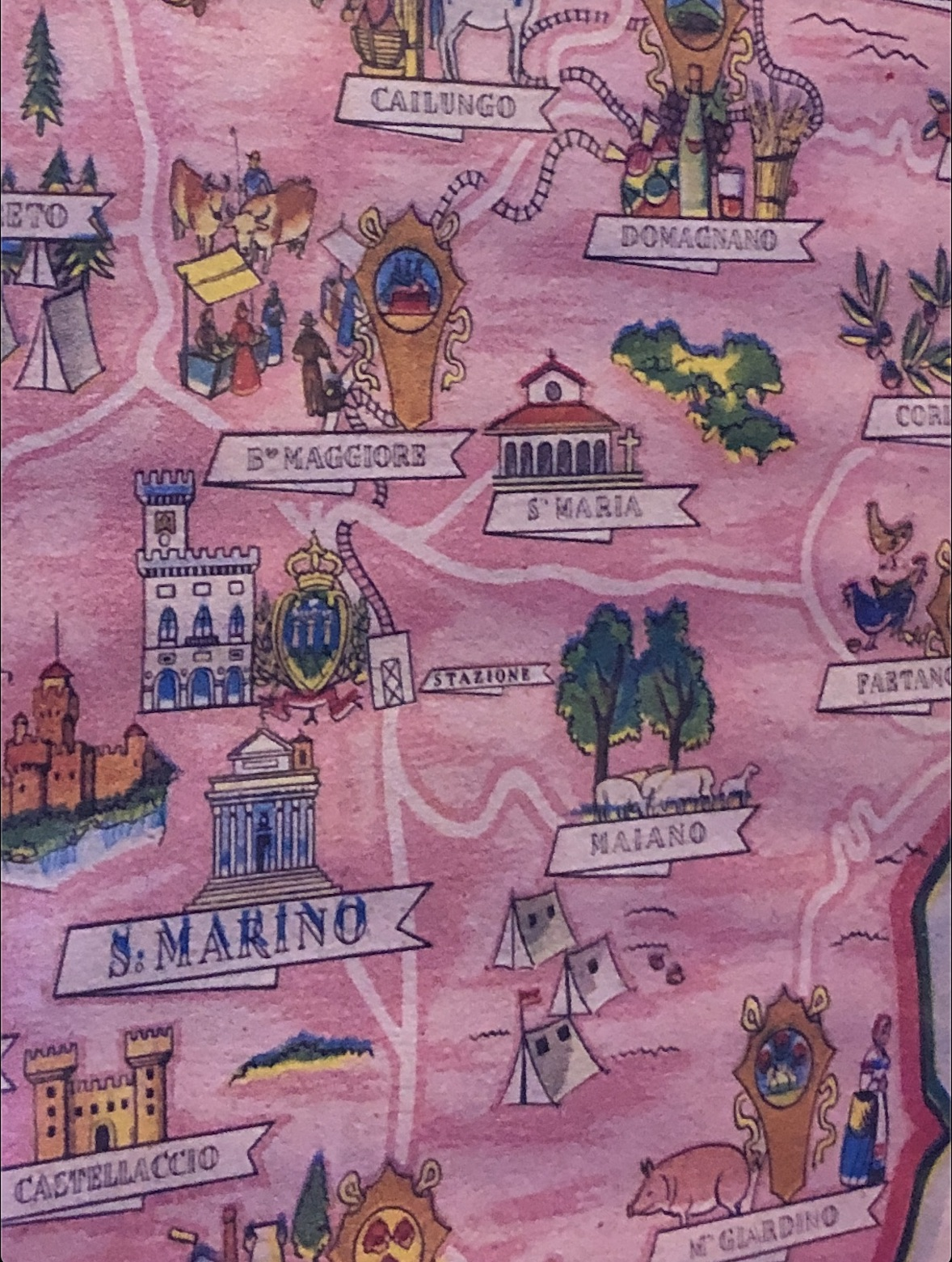
Maiano nel dettaglio cartografico di una mappa sammarinese anonima del secolo XX

Nel territorio della Repubblica di San Marino sono assai frequenti i marchi di una famiglia, i Seii, diffusi anche a Rimini città e nel Riminese. La produzione laterizia nelle aree appenniniche della Regio Octava Aemilia (corrispondente all'incirca all'odierna Emilia-Romagna) è stata oggetto di una giornata di studi, organizzata nel 2008 dai Musei di Stato, durante la quale è stata illustrata in particolare la situazione del Riminese e nel territorio della Repubblica di San Marino. L'intervento a Maiano ha evidenziato la presenza di esemplari marchiati da alcuni esponenti della famiglia Seia (Sesto Seio e Lucio Seio) ed il ritrovamento di tegole marchiate con evidenti errori di cottura e messe in opera nei resti di una fornace conforta che Maiano possa essere uno dei centri produttivi di tale famiglia. Le operazioni di scavo si sono concentrate sui resti della parte basale della fornace per laterizi, costruita con l'abbondante tegolame presente sul posto. Lo scavo archeologico di Maiano è stato diretto dal prof. Gianluca Bottazzi ed eseguito dalla Sezione Archeologica dei Musei di Stato e dalla ditta Tecne s.r.l., con la partecipazione di due volontarie ed il supporto dell'Ufficio Gestione Risorse Ambientali e Agricole e dell'A.A.S.P., che ha collaborato alle operazioni di allestimento cantiere.

## Area naturale protetta
Maiano è una delle aree naturali protette di San Marino nonché oasi di ripopolamento della fauna selvatica. Vi si trova la sorgente perenne detta Fonte di Maiano, raccolta in uno dei due antichi lavatoi pubblici ancora esistenti nella Repubblica di San Marino. A Maiano esiste uno degli ultimi esemplari originali di case coloniche sammarinesi ('Casa Ugolini'). Il Fontanile di Maiano, l'Edicola di Maiano e l'Edicola fra strada di San Giovanni e strada di Maiano sono inclusi tra i manufatti con valore di monumento e protetti dalla Legge sammarinese. Maiano è sede di un maneggio, del Rifugio dell'Associazione Protezione Animali Sammarinese e del Centro Ripopolamento Faunistico della Federazione Sammarinese della Caccia (la caccia è vietata in tutta l'area). Il Centro Naturalistico Sammarinese possiede a Maiano un centro d'osservazione. Il Bosco di Maiano fa parte dei 'Percorsi naturalistici e parchi' selezionati dall'Ufficio di Stato per il Turismo. Dal 2014 ha sede a Maiano il primo Oliveto Sperimentale della Repubblica di San Marino gestito dalla Cooperativa Olivicoltori Sammarinesi - Consorzio Terra di San Marino.